# Mario Sports Superstars
Mario Sports Superstars é um jogo eletrônico de esporte desenvolvido pela Bandai Namco Studios e pela Camelot Software Planning e publicado pela Nintendo para o Nintendo 3DS. O jogo contém cinco minigames esportivos: futebol, basebol, tênis, golfe e corrida de cavalos. Foi lançado mundialmente em março de 2017.

## Jogabilidade
O jogo consiste em cinco esportes – futebol, basebol, tênis, golfe e corrida de cavalos. Apesar do número de esportes contidos, eles não são exatamente minigames, mas sim, recriações de cada esporte em grande escala. Por exemplo, o futebol contém uma jogabilidade de onze versus onze no jogo, o mesmo padrão no esporte da vida real. Todo esporte individual contém os modos de: torneios single-player, multiplayer local e multiplayer on-line.

## Desenvolvimento
O jogo foi anunciado pela primeira vez durante a Nintendo Direct em 1 de setembro de 2016. O título foi co-desenvolvido pela Bandai Namco Estúdios e Camelot Software Planning, com este último já tendo desenvolvido jogos da série Mario Golf e Mario Tennis. Apesar da série Mario Sports conter jogos especificos para futebol (Mario Strikers), beisebol (Mario Super Sluggers), tênis (Mario Tennis) e golfe (Mario Golf), eles nunca tinham destaque em corridas de cavalos, ou compilados todos esses esportes em um único jogo. O jogo foi lançado mundialmente em Março de 2017. Como todos os jogos da Camelot anteriores da série Mario Sports, a trilha sonora foi escrita e organizada por Motoi Sakuraba.

## Recepção
Mario Sports Superstars recebeu críticas mistas, de acordo com o Metacritic. Destructoid chamou de uma "experiência dormente, desenvolvida exclusivamente para a finalidade de venda que são basicamente cartões Topps do Mario." Nintendo Life afirmou porém que, como uma experiência single player, ele foi "totalmente funcional, mas dolorosamente sem vida". Em maio de 2017, o jogo já havia vendido mais de 92,829 cópias no Japão.